# Miroslav Koubek
Miroslav Koubek (* 1. září 1951, Praha) je bývalý český fotbalový brankář. V současnosti působí jako hlavní trenér týmu FC Viktoria Plzeň. Jako kouč trénoval mimo Česko na klubové úrovni v Německu a Číně.

## Fotbalová kariéra
Svoji fotbalovou kariéru začal v Unionu Žižkov. V průběhu mládeže zamířil do Admiry Praha, jejíž je odchovanec. V roce 1971 odešel do klubu VTJ Slaný. O dva roky později se stal hráčem týmu SONP Kladno. Následně přestoupil do Sparty Praha, kde v roce 1982 ukončil svoji hráčskou kariéru. V československé lize chytal v 35 utkáních a ve 12 utkáních vychytal nulu.

## Ligová bilance
| Ročník                                   | Zápasy | Góly | Vychytané nuly | Klub         |
| ---------------------------------------- | ------ | ---- | -------------- | ------------ |
| 2. československá fotbalová liga 1974/75 | —      | —    | —              | SONP Kladno  |
| 1. československá fotbalová liga 1977/78 | 7      | 0    | 1              | Sparta Praha |
| 1. československá fotbalová liga 1978/79 | 17     | 0    | 5              | Sparta Praha |
| 1. československá fotbalová liga 1979/80 | 8      | 0    | 3              | Sparta Praha |
| 1. československá fotbalová liga 1980/81 | 3      | 0    | 3              | Sparta Praha |
| CELKEM 1. liga                           | 35     | 0    | 12             |              |

## Trenérská kariéra
Svoji trenérskou dráhu zahájil na Kladně, přes angažmá v mužstvu VTŽ Chomutov a německém klubu 1. FC Amberg se do týmu znovu vrátil. Poté koučoval jako asistent Union Cheb a následně podruhé zamířil na Kladno. V roce 2000 podepsal smlouvu s Viktorií Plzeň. V sezóně 2000/01 s ní sestoupil do druhé ligy. V polovině dalšího ročníku ve Viktorii skončil a od léta 2002 vedl opět Kladno, se kterým vybojoval postup do nejvyšší soutěže. I když mužstvo zachránil (11. místo), od klubu sám odešel. Jaro 2008 strávil v čínském týmu Tianjin Teda FC, kde byl asistentem Jozefa Jarabinského. Po konci sezóny zamířil do Zenitu Čáslav, s nímž vybojoval postup. Poté přijal nabídku Baníku Ostrava, se kterým bojoval o titul, ale nakonec skončil na třetím místě. Jeho následné angažmá u českého ligového mužstva bylo v celku FK Mladá Boleslav, se kterým dosáhl na 4. místo. Na podzim 2012 ale po nepřesvědčivých výsledcích a neshodách se staršími hráči klubu sám rezignoval. Poté trénoval českou reprezentaci do 19 let.

### SK Slavia Praha (2013–2014)
V září 2013 přijal nabídku na hlavní trenérský post u Slavie Praha, která tou dobu prožívala vleklou výsledkovou i herní krizi. První bod jeho svěřenci získali 19. října 2013 za remízu 1:1 s Viktorií Plzeň, první vítězství o týden později v derby proti klubu Bohemians Praha 1905 (výhra 1:0). Během jara 2014 skončil jako kouč Česka U19, aby se mohl naplno soustředit jen na trénování Slavie. Začátkem března 2014 byl překvapivě odvolán, sportovní vedení Slavie ustanovilo novým koučem "sešívaných" Nizozemce Alexe Pastoora.

### FC Viktoria Plzeň (2014–2015)
V srpnu 2014 převzal podruhé Viktorii Plzeň, když po 3. kole sezony 2014/15 nahradil odvolaného Dušana Uhrina ml. a podepsal kontrakt do léta 2015 s následnou opcí.

#### Sezóna 2014/15
Ligovou štaci zahájil vítězně, Plzeň porazila 17. srpna 2014 mužstvo FC Hradec Králové 4:0 a poskočila do čela tabulky. Ve 28. kole slavil s Viktorkou zisk mistrovského titulu, který byl jeho první v trenérské kariéře z pozice hlavního kouče. Stal se trenérem sezóny 2014/15 nejvyšší české ligy v anketě LFA (Ligové fotbalové asociace). V létě 2015 uzavřel s vedením nový kontrakt do konce ročníku 2016/17.

#### Sezóna 2015/16
18. července 2015 získal s týmem Český Superpohár 2015, když Viktorka porazila Slovan Liberec 2:1. Po nepostupu do základní skupiny Ligy mistrů UEFA 2015/16 a slabším začátku v domácí soutěži byl 16. 8. 2015 od mužstva odvolán.

### Bohemians Praha 1905 (2016–2017)
V květnu 2016 se dohodl na tříleté smlouvě s klubem Bohemians Praha 1905. Na lavičce nahradil Romana Pivarníka, který odešel do Viktorie Plzeň. Při své premiéře na střídačce Bohemians jeho svěřenci podlehli v prvním kole hraném 31. července 2016 proti tehdejšímu nováčkovi z Hradce Králové. Následně se "klokani" zvedli a prožili povedenou podzimní část ročníku 2016/17. V průběhu jara 2017 se s Bohemkou domluvil na ukončení smlouvy po konci sezony. Nakonec po nepovedených výsledcích skončil už v dubnu a "Bohemce" doporučili jako svého nástupce kouče týmu FC Sellier & Bellot Vlašim Martina Haška, který následně s Bohemians uzavřel kontrakt.

### Česká fotbalová reprezentace (2016–2018)
V srpnu roku 2016 si jej trenér reprezentace Karel Jarolím vybral společně s Borisem Kočím jako asistenta trenéra A-mužstva české fotbalové reprezentace.

## Úspěchy
SK Kladno
- vítěz 2. české ligy 2005/06

Tianjin Teda FC
- Miroslav Koubek jako asistent tým opustil v polovině sezony na průběžném čtvrtém místě[17]

FC Zenit Čáslav
- postupové 2. místo v 2. české lize 2008/09

FC Baník Ostrava
- 3. místo v české lize 2009/10

FC Viktoria Plzeň
- mistr ligy 2014/15
- vítěz českého Superpoháru (2015)
- postup do čtvrtfinále Evropské konferenční ligy (2023/24)